# آلبرت کاکس (بازیکن فوتبال)
آلبرت کاکس (انگلیسی: Albert Cox؛ ۲۴ ژوئن ۱۹۱۷ – April 2003) بازیکن فوتبال اهل بریتانیا بود.
از باشگاه‌هایی که در آن بازی کرده‌است می‌توان به باشگاه فوتبال شفیلد یونایتد اشاره کرد.